# Premio Sent Soví
El Premio Sent Soví de literatura gastronómica es un galardón que premia obras de temática gastronómica. Recibe su nombre del Llibre de Sent Soví, el primer recetario en lengua catalana. El galardón fue creado en 1997, pero la primera edición del premio no se otorgó hasta el 1998.
Está convocado por la Universidad de Barcelona y la Fundación Ferrer Sala Freixenet, conjuntamente con RBA libros. Simultáneamente con este premio, se entregan los premios Juan Mari Arzak que se otorgan al mejor artículo periodístico, al mejor artículo de revista especializada, al mejor programa de radio y al mejor de televisión.

## Lista de premiados
- 1998: La rebelión de los rábanos. Javier Tomeo.[1]
- 1999: Ni gordas ni flacas, apetitosas. Nora Lobo.[2]
- 2000: Sobretaula amb càmera fixa. Albert Roca Horta.[3]
- 2001: Un feroz apetito. Los banquetes del caballero Casanova. Marina Pino.[4]
- 2002: Els aborígens. L'alimentació en l'evolució humana. Juan Luis Arsuaga.[5]
- 2003: A taula amb el baró de Maldà (editat: Xocolata cada dia. A taula amb el baró Maldà. Un estil de vida del segle XVIII). Joan de Déu Domènech.[6]
- 2004: La cocina del pensamiento. Josep Muñoz Redón.[7]
- 2005: Gordo. Jesús Ruiz Mantilla.[8]
- 2006: El millor cuiner del món (editat El Bulli des de dins. Biografia d'un restaurant). Xavier Moret.[9]
- 2007: La vida es como un suflé (editat Hoy caviar, mañana sardinas). Carmen Posadas y Gervasio Posadas.[10]
- 2008: Dissabtes, mercat. Memòries d’Armanda. Octavi Martí y Montserrat Casals,[11][12]